# Shogun's Fate
Shogun's Fate fue un videojuego de navegador de estrategia multijugador masivo en línea (MMORTS) inspirado en el Japón feudal y en el juego Leyenda de los Cinco Anillos. Era gratuito, por lo que para jugar únicamente requería una computadora o dispositivo móvil con conexión a Internet y un navegador web. 
El juego fue desarrollado por el estudio español Hidden Station. El lanzamiento del juego se realizó en noviembre de 2009, aunque anteriormente el juego estuvo en fase Beta abierta a la comunidad durante un año. Está implementado en el lenguaje de programación J2EE y emplea la tecnología AJAX.
El trasfondo de Shogun's Fate está basado en la mitología del Japón feudal. Al iniciar cada partida, cada jugador asume el papel de un Daimyo o Señor. Deberá prosperar compitiendo contra miles de jugadores para convertirse en el líder más poderoso del imperio y ser nombrado Shogun.

## Descripción del juego

### Partidas
El jugador que entra a Shogun's Fate debe realizar un registro gratuito para obtener una cuenta de usuario. Tras realizarlo entra al Gestor de Cuentas, una página desde la que puede acceder a todas las partidas disponibles.
En Shogun's Fate se juegan partidas con una duración que varían dependiendo de las condiciones de victoria y del desarrollo de la misma. Por norma general cada partida dura entre 4 y 8 semanas. 

### Facciones
Al iniciar la partida cada jugador elige entre una de las siete facciones elegibles*. Cada una de ellas tiene diferentes ventajas que las convierten más eficaces en distintos estilos de juego. Adicionalmente, cada facción posee tres unidades militares únicas.
- Excepto Jigoku, la cual solo puede ser escogida si se tienen los suficientes puntos de talentos. Los cuales, se dan a elegir al inicio de cada partida.

## Desarrollo de juego
El jugador adquiere el papel de un daimyo (señor) que debe gestionar sabiamente a la población de su provincia para crecer y prosperar. 

### Recursos y población
Los jugadores deben atraer población a su provincia. La población puede ser asignada a la recolección de recursos o bien ser asignada a la construcción de edificios. Los recursos en Shogun’s Fate son: comida, madera, oro y hierro. Sirven para poder construir edificios o pagar distintos costes de ejércitos, ninjas, eventos políticos…

### Construir
Para que nuestra provincia crezca debemos construir diversos edificios que nos permitirán obtener más recursos, y con los que iremos desbloqueando y mejorando diferentes aspectos del juego.

### Comercio
Los jugadores pueden realizar ofertas en el mercado para intercambiar recursos con otros jugadores. Además, pueden ordenar la fabricación de objetos artesanales con los que también obtendrán recursos.

### Unidades militares y ejércitos
Existen algunos edificios militares con los que podemos entrenar diferentes unidades militares. Hay más de 40 unidades militares diferentes, cada una con diferentes atributos y habilidades. Estas unidades pueden ser agrupadas en ejércitos con los que defenderse o realizar ataques a otros jugadores.

### Señores y súbditos
Cuando un jugador conquista a otro, se convierte en su señor y puede cobrarle una tasa de impuestos variables mientras mantenga un ejército de ocupación en la provincia. El súbdito debe tratar de liberarse de su señor eliminando dicho ejército.

### Acciones políticas
Las acciones políticas son eventos que los jugadores pueden activar y que producen diversos efectos beneficiosos durante un tiempo determinado.

### Samurai
Los samuráis son personalidades destacadas que pueden ser entrenados para que amplíen sus habilidades y atributos. Los samuráis pueden ser asignados como generales de los ejércitos, o bien, ser asignados como magistrados. Los magistrados otorgan diferentes bonificaciones en aspectos relativos a la economía, política, guerra o el subterfugio.

### Apuestas
Los jugadores pueden incrementar su oro apostando en los torneos de sumo. Además, los jugadores pueden entrenar a sus sumos favoritos para que tengan más opciones de victoria.

### Clanes
Los jugadores pueden agruparse en clanes. Los clanes tienen diversas opciones para comunicarse entre sí por mensajes privados o chat. Además, los jugadores de un mismo clan pueden unir sus ejércitos entre sí para tener una fuerza militar mucho mayor.

### Rankings
Los rankings son listados que clasifican a todos los jugadores de una partida. El ranking se actualiza cuando cualquier jugador de la partida activa una asamblea. El jugador que ocupa la primera posición del ranking es el Shogun actual, y si consigue mantener ese puesto la partida finaliza.